# Daenerys Targaryen
Daenerys Targaryen (pronuncia /deiˈnɛəɹɪs tɑɹˈgɛəɹien/) è un personaggio protagonista e narratore della saga fantasy Cronache del ghiaccio e del fuoco di George R. R. Martin. Appare sin dal primo romanzo, Il gioco del trono.

## Caratteristiche
Daenerys della Casa Targaryen è figlia del precedente sovrano Aerys II Targaryen e di sua sorella-moglie Rhaella. Venne portata in esilio appena nata insieme al fratello Viserys, col quale inizialmente progetta la riconquista di Westeros; dopo la morte sua e del marito khal Drogo, si autoproclama Regina dei Sette Regni e nel frattempo inizia una crociata contro la schiavitù nelle terre di Essos.
A causa della temibile influenza dell'opprimente e crudele fratello maggiore, Daenerys presenta in principio un carattere timido, fragile e insicuro, ma a causa delle avversità che le si presentano, tra cui le vessazioni a cui è sottoposta dal fratello, cambia radicalmente, diventando forte, risoluta e spietata quando necessario, rivelando spesso il tipico temperamento ostinato dei Targaryen.
All'inizio della saga ha tredici anni e presenta le fattezze tipiche dei membri della Casa Targaryen, di origine valyriana: ha la pelle molto chiara, quasi diafana, capelli di un biondo argenteo e profondi occhi viola. Viene descritta come una fanciulla di rara bellezza, quasi onirica, dal corpo minuto ed esile e viene spesso definita molto somigliante alla sua antenata Naerys.
Come tutti i Targaryen, è piuttosto resistente al calore e adora le alte temperature, da cui la sua abitudine a fare il bagno nell'acqua quasi bollente. Sembra anche essere immune alle malattie, visto che in tutta la sua vita non si è mai ammalata, come viene detto in Una danza con i draghi. Al termine del romanzo Il gioco del trono sopravvive alle fiamme dopo essersi gettata nella pira funeraria di khal Drogo: tuttavia, a differenza di quanto raffigurato nella serie TV, la Daenerys dei romanzi non è immune al fuoco e l'essere sopravvissuta in tale occasione costituisce, come spiegato dallo stesso George R. R. Martin, un evento magico, unico e probabilmente irripetibile.
Durante la saga acquisisce numerosi titoli e quando è annunciata il suo nome completo è: Daenerys della casa Targaryen, "Nata dalla tempesta", prima del suo nome, regina degli Andali, dei Rhoynar e dei Primi Uomini, signora dei Sette Regni, protettrice del Regno, principessa di Roccia del Drago, khaleesi del Grande Mare d'Erba, "la Non-bruciata", "Madre dei Draghi", regina di Meereen, "Distruttrice di catene".

## Biografia del personaggio
(Daenerys Targaryen)

### Passato
Daenerys nasce a Roccia del Drago nel 284º anno dopo la conquista dei Sette Regni ed è la minore nonché unica figlia femmina di re Aerys II Targaryen e della sua sorella minore e consorte la regina Rhaella, ed è la sorella minore dei principi Rhaegar e Viserys. Daenerys viene concepita durante uno dei tanti violenti stupri che Aerys infligge a Rhaella poco prima della ribellione di Robert Baratheon, conosciuta come la Guerra dell'Usurpatore, al cui termine seguirà la disfatta della Casa Targaryen. Prima della sua nascita, sua madre incinta e suo fratello Viserys cercano salvezza lontano da Approdo del Re, capitale del regno, trasferendosi nell'antica fortezza di famiglia dell'isola della Roccia del Drago.
Durante la nascita di Daenerys si abbatte sull'isola una terribile tempesta, e per questo viene soprannominata "Nata dalla Tempesta". Sua madre muore per le conseguenze del parto. Poco tempo dopo, la Roccia del Drago cade nelle mani delle forze ribelli di Stannis Baratheon. Daenerys e Viserys riescono a fuggire e vengono condotti clandestinamente nella città libera di Braavos da Ser Willem Darry, un cavaliere fedele alla casa regnante. Alla morte di ser Willem, i suoi servi cacciano Daenerys e Viserys dalla casa.
Negli anni che seguono, i due fratelli si muovono tra le nove città libere in cerca di aiuto, cosa che vale a Viserys il soprannome di Re Mendicante. Divenuto un giovane uomo, Viserys è spesso crudele e violento nei confronti di Daenerys, che vede come una “merce di scambio” per raggiungere il suo unico scopo: recuperare la corona. Questa maniacale ossessione fa sì che anche in Daenerys si generi la convinzione che riprendere possesso dei Sette Regni sia lo scopo della sua vita. Malgrado gli abusi subiti, Daenerys tuttavia ricorderà sempre che durante la sua infanzia Viserys la trattò bene, dimostrandole una certa dolcezza e per questo motivo deciderà, in seguito, di dare a uno dei suoi draghi il nome di suo fratello (Viserion).

### Il gioco del trono
Nella città libera di Pentos, Daenerys e suo fratello sono ospiti di Illyrio Mopatis, un magistro ricco e potente. Illyrio e Viserys prendono accordi per far sposare Daenerys a khal Drogo, un condottiero a capo di una tribù ("khalasar") di Dothraki. Viserys infatti spera di usare le armate dei Dothraki per riconquistare i Sette Regni. Daenerys, seppur timorosa e restia, non ha altra scelta che piegarsi alla volontà del fratello e sposare Drogo. Al suo matrimonio presenzia il cavaliere in esilio Jorah Mormont, che le offre i suoi servigi e le dona dei libri con le storie e i canti dei Sette Regni. Egli diventerà il suo amico e confidente più caro. Come doni di nozze, Daenerys riceve anche una puledra argentata da parte di Drogo e tre uova di drago pietrificate dal magistro Illyrio.
Il giorno successivo il khalasar parte per Vaes Dothrak, città sacra del popolo Dothraki affinché la nuova principessa sia presentata al dosh khaleen, gruppo di sacerdotesse Dothraki formato dalle vedove di precedenti khal. Il viaggio affligge la fanciulla: non avvezza alle lunghe cavalcate, è tormentata dalle piaghe sulle mani e sulle natiche, nonché dai dolori alle gambe ed alla schiena. La notte non porta alcun sollievo, poiché i rapporti con l'irruente marito le provocano dolore. Daenerys si trova a pensare al suicidio, ma una notte sogna un drago che avvolgendola con le sue fiamme la purifica. Dopo quel sogno Dany appare realmente più forte: le piaghe lasciano il posto ai calli, e pian piano riesce a diventare un'abile amazzone, si integra nella comunità Dothraki e comincia a trarre piacere dalle notti col marito. Nel frattempo i suoi rapporti con Viserys peggiorano, in quanto, avendo ormai acquistato più fiducia in se stessa, risponde alle violenze del fratello aggredendolo a sua volta o minacciandolo. Nel Mare Dothraki, il giorno del suo quattordicesimo compleanno scopre di aspettare un figlio dal khal.
A Vaes Dothrak, Daenerys partecipa a un rituale per assicurare forza e potere al figlio che aspetta da Drogo, in cui deve mangiare il cuore di uno stallone a mani nude, strappando ogni boccone con unghie e denti, senza vomitarlo. Daenerys supera la prova e le anziane profetizzano che suo figlio, che verrà chiamato Rhaego in onore del suo defunto fratello Rhaegar, diverrà lo stallone che monta il mondo, il conquistatore dothraki di cui parlano da tempo le profezie. Quella stessa notte viene festeggiato l'evento a cui prende parte anche ser Jorah al quale viene pure riservato un posto d'onore. Qui il cavaliere le riferisce che Viserys ha tentato di rubare le uova di drago, ma Jorah gliel'ha impedito, minacciando di ucciderlo. Quest'ultimo si presenta al banchetto ubriaco e, accecato dall'ira, sguaina la spada e si fa largo fino a Daenerys minacciando di morte quest'ultima e il figlio che porta in grembo, reclamando la corona dei Sette Regni, come in accordo. Drogo lo fa bloccare dai suoi cavalieri e fonde la propria cintura di oro massiccio in un calderone. Quando l'oro è fuso lo versa sulla testa di Viserys, incoronandolo come da lui richiesto. Ser Jorah implora Daenerys di distogliere lo sguardo, ma la khaleesi assiste alla morte brutale del fratello senza batter ciglio.
In seguito, dopo che il khalasar assedia un villaggio degli Uomini Agnello, Daenerys salva dallo stupro e dalla morte diverse donne, tra le quali Mirri Maz Duur, una "maegi", ossia una strega del sangue. In battaglia, Drogo riceve una grave ferita e Daenerys ordina a Mirri Maz Duur di guarirlo con la magia nera, accettando l'utilizzo di un rito che, come avverte la sacerdotessa, comporta la morte di qualcun altro. La maegi, dunque, le fa deliberatamente credere che a morire sarà il cavallo di Drogo. Durante il rito, invece, la ragazza perde il bambino che aspettava. Il rito salva la vita a Drogo, che però giace in stato vegetativo. Mirri Maz Duur confessa così a Daenerys di aver volontariamente ridotto Drogo a un vegetale e ucciso suo figlio non ancora nato per vendicarsi dell'assedio al suo villaggio. Pronuncia inoltre una profezia funesta, la quale lascia intendere che, in seguito all'aborto appena avvenuto, la capacità della ragazza di rimanere nuovamente incinta è per sempre compromessa.
Daenerys pone fine alle sofferenze del marito soffocandolo con un cuscino, mentre viene abbandonata da gran parte del khalasar. Al funerale di Drogo, ordina che Mirri Maz Duur sia arsa viva sulla pira del khal e si getta lei stessa tra le fiamme con le sue tre uova di drago. Questo rito ridà vita alle uova di drago che grazie all'intenso calore si schiudono dando alla luce tre draghi, uno color avorio e oro, uno verde e bronzo e uno color nero e rosso, i primi draghi a venire al mondo da secoli. Daenerys esce dalle fiamme illesa e viene nominata "la Non Bruciata" e la "Madre di Draghi". Tre guerrieri di Drogo le giurano fedeltà come cavalieri di sangue e lei diventa così la prima donna a guidare un khalasar.

### Lo scontro dei re
Daenerys chiama i suoi tre draghi Viserion, Rhaegal e Drogon, in onore dei suoi fratelli e del marito. Insieme ai suoi draghi e quel poco che rimane del khalasar di Drogo, Daenerys vaga nella direzione di una cometa rossa, apparsa in cielo al momento dell'accensione della pira funeraria di Drogo; la comitiva cammina fino alle aride terre note come Desolazione Rossa, dove trova un'antica città abbandonata, nella quale decide di riposarsi.
Daenerys invia esploratori in tutte le direzioni, e uno di questi torna con tre emissari dalla grande città di Qarth: lo stregone Pyat Pree, il principe mercante Xaro Xhoan Daxos e la sacerdotessa mascherata, Quaithe di Asshai delle Ombre. Daenerys decide di riaccompagnarli alla città, sperando in un aiuto da parte di questi. Dei tre, Xaro si offre di ospitarla, e lei viene informata della morte del re Robert Baratheon.
Daenerys viene accolta calorosamente dagli opulenti abitanti di Qarth. Tuttavia la loro cortesia è solo una facciata che cela secondi fini, in quanto i mercanti di Qarth sono solo interessati a ottenere i suoi draghi.
Daenerys si rivolge a Pyat Pree e, andando contro il parere dei suoi subordinati, acconsente a visitare i capi degli stregoni nella Casa degli Eterni, portando con sé solo il suo drago Drogon. Dopo aver assistito a varie misteriose visioni, Daenerys comprende che gli stregoni stanno complottando contro di lei e, con l'aiuto di Drogon, distrugge la Casa degli Eterni, non prima che questi le abbiamo concesso una profezia, nella quale le viene annunciato che dovrà accendere tre fuochi, uno per la vita, uno per la morte e uno per l'amore, cavalcare tre destrieri, uno per il piacere, uno per il terrore e uno per l'amore, e conoscere tre tradimenti, uno per il sangue, uno per il denaro e uno per l'amore. Daenerys non comprende appieno la profezia, ma intuisce che il primo dei tradimenti annunciatole ha già avuto luogo, trattandosi infatti del tradimento di Mirri Maz Duur. Rimasta senza altra scelta, Daenerys consulta Quaithe, e scopre che per conquistare i Sette Regni dovrà prima spostarsi presso altre città d'oriente.
Daenerys visita il porto assieme a Jorah alla ricerca di un passaggio per lasciare Qarth: qua nota due stranieri che la seguono. Distratta da questi, si trova con la guardia abbassata quando un Uomo del Dispiacere cerca di avvelenarla con una manticora, ma uno dei due stranieri interviene ed allontana la manticora appena in tempo. I due uomini si presentano come Belwas il Forte, un eunuco ex-guerriero delle fosse, e Arstan Barbabianca, un vecchio uomo occidentale che serve come scudiero di Belwas. I due sostengono di essere stati mandati da Magistro Illyrio con tre navi per accompagnare lei e i suoi uomini a Pentos. Dany accetta i due al suo servizio, reclama le tre navi e il loro carico per sé e le rinomina Vhagar, Meraxes e Balerion in memoria dei tre draghi che portarono il suo antenato Aegon il Conquistatore e le sue mogli/sorelle a Westeros. Salpa quindi assieme ai suoi uomini alla volta di Pentos.

### Tempesta di spade
Con l'ausilio di tre navi offerte dal Magistro Illyrio, Daenerys si dirige a Pentos, ma, su consiglio di ser Mormont, decide di fare scalo ad Astapor, la prima città della cosiddetta "Baia degli Schiavisti", fulcro del commercio di schiavi, per acquistare un esercito di eunuchi guerrieri chiamati Immacolati. Durante le sue negoziazioni con il mercante Kraznys mo Nakloz, la khaleesi rimane turbata dalle precarie condizioni di vita in cui versano gli schiavi. Alla fine l'accordo viene concluso, Daenerys ottiene ottomilaseicento Immacolati più altri in addestramento, e un'ancella e interprete di nome Missandei in cambio di uno dei suoi draghi; tuttavia, nel momento in cui entra in possesso dell'esercito, Daenerys ordina a Drogon, il drago apparentemente venduto, di bruciare vivo Nakloz, e impartisce agli Immacolati l'ordine di uccidere tutti gli schiavisti a eccezione dei bambini e liberare gli schiavi.
Terminato l'assedio, Daenerys raduna il suo esercito e si prefissa lo scopo di abolire la schiavitù in ogni città di Essos e Westeros, quindi si muove alla volta di un'altra città schiavista, Yunkai. Daenerys guida il suo esercito a Yunkai e richiede un colloquio con il suo sovrano, al quale richiede di liberare tutti gli schiavi presenti nella sua città e terminare definitivamente il loro commercio, accettando inoltre la propria resa in cambio della sua incolumità. Il sovrano, divertito e irritato dalla richiesta della khaleesi, rifiuta le sue condizioni e intima alla ragazza di lasciare le sue terre.
Daario Naharis, uno dei generali del sovrano di Yunkai, rimane molto colpito dalla khaleesi e sebbene gli venga affidato in principio il compito di assassinare Daenerys durante la notte, egli diserta e si presenta nottetempo al suo cospetto, portandole le teste degli altri due generali del suo sovrano, e si offre in suo aiuto per la conquista di Yunkai. La città cade nelle mani della khaleesi facilmente, Daario ne assassina il sovrano e le relative milizie si uniscono a lei. Gli schiavi della città osannano la loro liberatrice e le attribuiscono l'epiteto di "Mhysa" che nella loro lingua significa "Madre".
Con il suo esercito triplicatosi, Daenerys prosegue la sua crociata antischiavista presso Meereen, molto più fortificata e organizzata e, per questo, più ardua da conquistare. La khaleesi intanto scopre che Arstan in realtà è ser Barristan Selmy, ex membro della Guardia Reale cacciato poco dopo la morte di Robert Baratheon, che tuttavia ripudia l'attuale sovrano e intende seguire Daenerys come ha seguito i suoi genitori durante il loro regno. Inoltre, Jorah viene costretto da Barristan a confessare di essere una spia al servizio della corona che ha tuttavia sospeso la propria missione dopo essere rimasto affascinato dalla ragazza.
Daenerys decide di dare ai due una possibilità di espiazione, conducendo una spedizione presso le fogne di Meereen, grazie alla quale riescono a conquistare anche questa città. Daenerys decide di perdonare Selmy, mentre allontana Jorah dalla sua corte, ritenendo che il tradimento "per amore" preannunciatole dagli Eterni sia quello del cavaliere, che sostiene di amarla. Nel frattempo, la khaleesi viene a sapere che le città da lei precedentemente conquistate sono cadute nel caos in assenza di un governo, e sospende temporaneamente la sua riconquista dei Sette Regni per stabilire un ordine nelle città, cosicché possa imparare a regnare.

### Una danza con i draghi
Daenerys, divenuta regina di Meereen, incontra non poche difficoltà sin dall'inizio della sua reggenza: alcuni gruppi, tra i quali i Figli dell'Arpia, mal vedono la nuova sovrana e intendono scacciarla opponendo resistenza. I suoi draghi, che diventano sempre più grandi, iniziano a diventare incontrollabili, pertanto Daenerys è costretta a segregarli. Rhaegal e Viseryon vengono catturati facilmente, tuttavia Drogon, il più ostile, vaga seminando il panico tra la gente.
I suoi consiglieri le suggeriscono di riprendere la sua conquista dei Sette Regni, ma Daenerys pone la sua priorità verso le città d'oriente e la sua battaglia contro la schiavitù, pertanto, la khaleesi inizia a conquistarsi l'inimicizia di molti suoi alleati, che si rivoltano contro di lei.
Nel frattempo Daenerys riceve una visita da Quaithe. La sacerdotessa predice che si verificherà un'epidemia, inoltre la mette in guardia da figure che lei chiama "Il Kraken e la Fiamma Scura", "Il Leone e il Grifo", "Il Figlio del Sole" e "Il Drago del Guitto".
La situazione a Meereen è in procinto di degenerare. Alcuni gruppi di mercenari, tra i quali la Compagnia del Gatto, la Compagnia del Vento e le Lunghe Lance, alleate di Yunkai, muovono guerra a Daenerys e assaltano Astapor. La khaleesi vede come unica soluzione alle ostilità nei suoi confronti il matrimonio con Hizdahr zo Loraq, un Ghischiano molto influente presso le terre di Essos, e lo prende come futuro sposo.
Poco tempo dopo alla sua corte giunge Quentyn Martell, figlio del Principe di Dorne, che per ordine del padre cerca di convincere Daenerys a sposarlo, in virtù di un vecchio accordo siglato dai rispettivi genitori. Ma Daenerys rammenta di una parte della profezia della sacerdotessa Quaite, ovvero di guardarsi dal "Figlio del Sole", ed essendo Quentyn un Martell (casa simboleggiata da un sole trafitto da una lancia) declina la sua proposta.
Dopo le nozze tra Daenerys e Loraq, vengono riaperte le fosse di combattimento presso Meereen. Durante le esibizioni, alle quali prende parte anche Tyrion Lannister con la sua Compagnia, Drogon irrompe nell'arena e viene attaccato dalla folla. Daenerys accorre in suo aiuto e si aggrappa al suo dorso, venendo portata via dal drago. Essendo la regina stata avvistata in fiamme, le persone credono che sia morta.
Intanto Loraq organizza i termini di pace con Yunkai, e Barristan Selmy scopre che i Figli dell'Arpia avevano attentato alla vita della regina cercando di servirle delle locuste avvelenate, ingerite invece dal gladiatore Belwas il Forte, sopravvissuto per miracolo. Pertanto, ser Barristan decide di far arrestare Loraq, principale sospetto mandante del tentato omicidio. Quentyn, intanto, assolda la Compagnia del Vento e, fidando in un presunto residuo di "sangue di drago" presente nelle caratteristiche ereditarie dei Martell e che gli permetterebbe, quindi, di prenderne facilmente il controllo, cerca di rubare uno dei suoi draghi segregati. Durante l'impresa però viene bruciato da Rhaegal e muore dopo tre giorni di agonia. Nel frattempo, vengono lanciati dei corpi infetti entro le mura di Meereen, e inizia una guerra tra essa e Yunkai.
Daenerys e Drogon arrivano presso un luogo deserto, dove patiscono la fame e la stanchezza. La khaleesi cerca di resistere e dopo diversi tentativi riesce a rendere Drogon più obbediente. Poco tempo dopo vengono trovati dal khalasar di khal Jhaqo, compagno in armi del suo defunto marito, che aveva abbandonato la khaleesi.

## Trasposizione televisiva
Nella serie televisiva Il Trono di Spade, tratta dai romanzi, il personaggio di Daenerys è interpretato dall'attrice inglese Emilia Clarke. In principio, ad interpretare Daenerys avrebbe dovuto essere l'attrice inglese Tamzin Merchant. Nel telefilm, Dany, così come il fratello Viserys, perde la particolare caratteristica di avere gli occhi di colore viola, dato che delle lenti a contatto colorate avrebbero compromesso l'espressività degli interpreti. Inoltre, il personaggio è più che ventenne, a differenza della saga letteraria, in cui Daenerys ha tredici anni all'inizio del primo volume.
Un'importante differenza tra serie televisiva e romanzi riguarda la scena della schiusa delle uova di drago, in cui Daenerys si getta tra le fiamme sopravvivendo: mentre nei romanzi ciò è dovuto alla magia del rituale, nella serie televisiva si parla di un'effettiva immunità al fuoco di Daenerys.

### Prima stagione
Daenerys viene costretta dal crudele fratello Viserys a sposare il brutale signore dei Dothraki, khal Drogo, in cambio del suo supporto militare in vista di un'invasione di Westeros, volta a riportare la Casa Targaryen sul Trono di Spade. Daenerys diventa così “khaleesi”, cioè regina della grande tribù (“khalasar”) di khal Drogo. Durante il matrimonio, il cavaliere esiliato ser Jorah Mormont giura lealtà a Daenerys e il suo benefattore Illyrio Mopatis regala le sue tre uova drago pietrificate. Daenerys ha in principio paura del suo nuovo marito, ma dopo aver appreso il linguaggio Dothraki, comincia a capirlo e si innamora davvero di lui. Dopo aver abbracciato la cultura Dothraki, Daenerys diventa più forte e si ribella contro suo fratello. In seguito rimane incinta di Drogo, e le anziane del ‘’dosh khaleen’’ profetizzano che il bambino sarà lo "Stallone che monta il mondo", ossia il più potente conquistatore Dothraki di tutti i tempi.
Viserys diventa sempre più invidioso della popolarità di Daenerys e si infuria notando lo scarso interesse di Drogo a lanciare un attacco contro Westeros: Viserys finisce per minacciare Drogo di uccidere Daenerys ed eviscerare il bambino dal suo grembo. Drogo risponde uccidendo Viserys, col tacito consenso della stessa Daenerys, versandogli addosso oro fuso, e Daenerys commenta l'accaduto, affermando che Viserys non era mai stato il “drago” che sosteneva di essere, perché il fuoco non avrebbe potuto uccidere un drago.
Dopo un tentativo di assassinio ai danni di Daenerys, organizzato da re Robert Baratheon, Drogo promette alla moglie di conquistare i Sette Regni per lei e per il figlio non ancora nato.
Tuttavia, durante il loro viaggio, Drogo si ammala a causa di una ferita ricevuta durante una lotta con uno dei suoi uomini. Daenerys chiede aiuto a una sua schiava, la strega Mirri Maz Duur per salvare la vita del marito. Mirri, per vendicarsi della distruzione del suo villaggio a opera dei Dothraki, usa su Drogo un rituale che lo guarisce, riducendolo però in uno stato catatonico permanente e, come effetto collaterale, il rituale uccide il bambino che Daenerys portava in grembo. Daenerys si vede così costretta a porre fine alla vita di suo marito e punisce Mirri bruciandola viva nella pira funeraria di Drogo. Gettatasi essa stessa tra le fiamme, con le sue uova di drago, Daenerys sopravvive, mentre le tre uova si schiudono. Tale miracolo permette a Daenerys di ottenere la totale fedeltà dei Dothraki che hanno assistito alla scena.

### Seconda stagione
Daenerys e quel che rimane del khalasar di Drogo vagano per la landa desolata chiamata Desolazione Rossa, prima di essere accolti nella città di Qarth. Daenerys viene ospitata dal commerciante Xaro Xhoan Daxos, membro del consiglio direttivo di Qarth, i Tredici. Daenerys cerca di appellarsi ai Tredici affinché sostengano la sua invasione di Westeros, senza successo. Tornata al palazzo di Xaro, scopre che la metà dei suoi guerrieri e servitori sono stati uccisi e i suoi draghi rubati. Incontrando nuovamente i Tredici per chiedere il loro aiuto, lo stregone Pyat Pree rivela di esserci lui stesso dietro al rapimento dei draghi e dichiara che essi si trovano nel suo tempio, la Casa degli Eterni. Daenerys si introduce nel tempio, ma la magia di Pree la separa da Jorah e la lascia incatenata insieme ai suoi draghi: lo stregone vuole infatti servirsi di lei e dei draghi per accrescere i suoi poteri. Allora Daenerys ordina ai draghi di bruciare vivo Pree, ottenendo la libertà. Affronta poi Xaro, che aveva cospirato con Pree e la sua serva Doreah che l'aveva tradita per schierarsi con Xaro. Daenerys sigilla Xaro e Doreah nella camera blindata di Xaro, condannandoli a morire di stenti. Dopo aver saccheggiato il palazzo di Xaro, Daenerys si dice pronta a comprare una piccola nave.

### Terza stagione
Daenerys giunge ad Astapor, una città nella Baia degli Schiavisti. Al suo arrivo, un sicario di Qarth tenta di assassinarla, ma viene salvata da ser Barristan Selmy, ex-membro della Guardia reale di Robert Baratheon nonché del padre di Daenerys, re Aerys II. Congedato dal re Joffrey, Barristan offre ora nuovamente i suoi servigi alla Casa Targaryen e viene accolto come guardia della regina.
Daenerys negozia con lo schiavista di Astapor Kraznys mo Nakloz per l'acquisto di un esercito di ottomila soldati eunuchi, detti Immacolati, in cambio del più grande dei suoi draghi, Drogon, esigendo come acconto l'interprete di Kraznys, Missandei. Al termine della transazione, Daenerys ordina al drago apparentemente venduto di bruciare vivo Kraznys e agli Immacolati di uccidere gli schiavisti di Astapor. Daenerys, subito dopo, libera gli Immacolati dalla loro vita di schiavitù dando loro una scelta: andarsene da uomini liberi o combattere per lei di loro spontanea volontà. Tutti gli Immacolati, grati della libertà ricevuta, scelgono di seguirla. Daenerys chiede agli Immacolati di scegliere un leader che possa comandarli in battaglia e fungere da raccordo con la regina stessa, nonché di abbandonare i loro nomi da schiavi per sceglierne uno loro e avere così una loro identità da esseri umani. L'uomo scelto è Verme Grigio, il quale rivela di voler mantenere il suo nome da schiavo perché ne va orgoglioso, essendo il nome che aveva quando Daenerys lo ha liberato, provocando la commozione della Madre dei Draghi.
Daenerys e il suo esercito marciano verso la città schiavista di Yunkai, che ingaggia la compagnia mercenaria dei Secondi Figli per difendere la città. I comandanti dei Secondi Figli ordinano al loro tenente, Daario Naharis, di uccidere Daenerys; egli è però colpito dalla sua bellezza e le porta le teste dei suoi superiori, garantendole la fedeltà dei Secondi Figli. Daario, Jorah e il comandante degli Immacolati Verme Grigio si infiltrano nella città e aprono le porte di Yunkai a Daenerys, incitando gli schiavi a ribellarsi contro i padroni. Daenerys viene accolta dagli schiavi liberati di Yunkai, che la chiamano "Mhysa" (madre).

### Quarta stagione
Daenerys marcia sull'ultima città della Baia degli Schiavisti, Meereen, e acquisisce il controllo della città istigando gli schiavi alla rivolta. Divenuta regina della città, decide di condannare a morte per crocifissione centosessantatré Grandi Padroni di Meereen, come atto di "giustizia" per i centosessantatré bambini schiavi che erano stati crocifissi lungo la strada per la città, come atto intimidatorio nei suoi confronti. Dopo aver appreso che il suo consiglio ad Astapor è stato rovesciato e che a Yunkai è tornata la schiavitù, Daenerys decide di rimanere a Meereen per imparare a regnare, non ritenendosi pronta per i Sette Regni. Inizia anche una relazione sessuale con Daario. Manda poi quest'ultimo a Yunkai con i Secondi Figli per riconquistare la città.
Dopo aver scoperto che Jorah era in origine una spia al soldo della Casa Baratheon, lei è furibonda ma, in nome della sua amicizia con lui, decide di risparmiarlo ma esilia il cavaliere dalla città. In seguito, Daenerys scopre con orrore che Drogon ha ucciso la figlia di un contadino di Meereen mentre attaccava le pecore con le sue fiamme per nutrirsi di loro: pur non riuscendo a catturare Drogon, decide di rinchiudere gli altri due draghi, Rhaegal e Viserion, nei sotterranei del suo palazzo, in modo che non causino ulteriori vittime innocenti per procacciarsi cibo.

### Quinta stagione
Daenerys è costretta ad affrontare una nuova minaccia al suo regno, rappresentata dai Figli dell'Arpia, un movimento insurrezionalista sostenuto dai vecchi padroni di Meereen. Inoltre, la sua popolarità tra i liberti comincia a diminuire, dopo che fa uccidere pubblicamente uno dei suoi consiglieri, il liberto Mossador, colpevole di aver assassinato un Figlio dell'Arpia suo prigioniero, senza il suo permesso. Dopo che i Figli dell'Arpia uccidono ser Barristan, Daenerys decide di tentare di ripristinare la pace riaprendo le fosse da combattimento di Meereen e di prendere il nobile meereenese Hizdhar zo Loraq come marito. Mentre assiste a una dimostrazione di gladiatori, si ritrova di fronte a ser Jorah, il quale le ha portato, in un tentativo di riscattarsi, un prigioniero: Tyrion Lannister. Daenerys accetta Tyrion come suo consigliere ed esilia nuovamente Jorah.
Il giorno della riapertura delle fosse da combattimento, Jorah salva la vita di Daenerys, uccidendo un Figlio dell'Arpia che cercava di assassinarla. I Figli dell'Arpia lanciano poi un attacco massiccio, uccidendo Hizdhar e molti altri nobili e liberti meereenesi. Daenerys e i suoi consiglieri sono ormai in trappola, ma Drogon interviene e uccide numerosi assalitori. Mentre gli Immacolati cominciano a travolgere i Figli dell'Arpia, alcuni di essi attaccano Drogon, spingendo Daenerys a salire in groppa al drago e ordinargli di volare via. Drogon la lascia nel Mare Dothraki, dove viene catturata da un khalasar.

### Sesta stagione
Daenerys viene portata al cospetto di khal Moro, il capo dell'orda Dothraki che l'ha catturata. Avendo scoperto che Daenerys è la vedova di khal Drogo, Moro le dice che deve vivere il resto dei suoi giorni tra le vedove del dosh khaleen a Vaes Dothrak, come ogni ex-khaleesi. Una volta a Vaes Dothrak, Daenerys viene informata che dovrà essere giudicata dai khal per il crimine di non aver subito preso posto nel dosh khaleen dopo la morte di Drogo. Durante l'incontro con i khal, Daenerys li sfida dichiarando che solo lei ha abbastanza ambizione per guidare i Dothraki; quando i khal indignati la condannano a essere stuprata a morte da ognuno di loro, Daenerys dà fuoco al tempio, uccidendo tutti i khal, ma rimanendo lei stessa illesa. Questa dimostrazione di potere le assicura di nuovo la fedeltà dei Dothraki che hanno assistito alla scena, vale a dire tutti i guerrieri. Dopo aver scoperto che Jorah, che l'aveva raggiunta a Vaes Dothrak con Daario, ha contratto il mortale Morbo Grigio, Daenerys rimane affranta per averlo esiliato e indirettamente portato ad avere la malattia ma, quando Jorah le dice addio, lei rifiuta di congedarlo e gli ordina di trovare una cura e tornare al suo servizio. Daenerys marcia dunque verso Meereen con Daario, i Dothraki e il drago Drogon.
Daenerys torna a Meereen trovandola assediata dalle flotte congiunte di Yunkai, Astapor e Volantis, che hanno tradito gli accordi presi con Tyrion e cercano ora di conquistare la città. Daenerys scatena tutti e tre i suoi draghi, bruciando una delle navi in un attimo e impossessandosi di quelle rimaste, costringendo gli schiavisti alla resa mentre i Dothraki massacrano i Figli dell'Arpia.
Poco dopo, Theon e Yara Greyjoy giungono a Meereen e le offrono l'ausilio delle loro cento navi della Flotta di Ferro in cambio del suo sostegno alla pretesa di Yara sul Trono del Mare, contro suo zio Euron. Daenerys accetta l'alleanza con Theon e Yara, a condizione che gli Uomini di Ferro abbandonino le loro antiche pratiche di saccheggio e stupro. Nel frattempo, l'ex-Maestro dei Sussurri di Approdo del Re, Varys, assicura a Daenerys il sostegno delle casate Martell e Tyrell, nella sua imminente guerra contro i Lannister. Daenerys lascia Daario e i Secondi Figli a Meereen, affinché mantengano la pace, nomina Tyrion Primo Cavaliere della Regina e finalmente parte per Westeros.

### Settima stagione
Daenerys approda a Roccia del Drago, luogo della sua nascita, e riprende il controllo della fortezza. Riceve poi la visita di Melisandre, che le consiglia di incontrare il Re del Nord, Jon Snow, in quanto ritiene sia lui che lei fondamentali nella profezia del Principe che fu promesso. In seguito, Daenerys e Tyrion elaborano un piano per sconfiggere Cersei senza distruggere Approdo del Re, decidendo di circondare la capitale con gli eserciti di Dorne, dei Tyrell e dei Greyjoy, e mandando gli Immacolati a conquistare Castel Granito, la roccaforte dei Lannister. Tuttavia, Euron Greyjoy, ora alleato di Cersei, assalta la flotta di Yara annientandola. Quando Jon giunge a Roccia del Drago, entra subito in contrasto con Daenerys, affermando di non riconoscerla come sua regina e di essere giunto da lei solo per chiedere il suo aiuto nella guerra contro gli Estranei; tuttavia, grazie alla mediazione di Tyrion, Daenerys concede a Jon e ai suoi uomini di estrarre dalle caverne circostanti il vetro di drago (ossidiana), materiale letale per gli Estranei.
Giunge la notizia che gli Immacolati sono bloccati a Castel Granito, circondati dalle navi di Euron, e che i Lannister hanno conquistato Alto Giardino, privando Daenerys del supporto della Casa Tyrell; Daenerys decide così di scendere personalmente in battaglia e, in groppa a Drogon e accompagnata dall'esercito Dothraki, massacra l'esercito Lannister mentre questo era di ritorno ad Approdo del Re. Daenerys ottiene la sottomissione di tutti i soldati sopravvissuti, con l'eccezione di Randyll e Dickon Tarly, che lei, contro il parere di Tyrion, condanna a perire sotto le fiamme di Drogon. Tornata a Roccia del Drago, rimane interdetta quando vede Jon ammansire Drogon accarezzandolo, e accoglie felicemente il guarito ser Jorah al proprio servizio. Sebbene non creda ancora all'esistenza degli Estranei, inizia a legare col giovane Snow e promette di aiutarlo per la sua guerra.
Tyrion propone di catturare un non-morto da mostrare a Cersei e ai lord di Westeros, per unirli tutti contro gli Estranei, e Jon decide di guidare la spedizione. Quando riceve un corvo messaggero, con la notizia che il gruppo di Jon è circondato da Estranei e non-morti, Daenerys parte con i suoi tre draghi per andare oltre la Barriera e salvarli, rimanendo interdetta quando guarda coi suoi occhi gli Estranei. Riesce nel suo intento, ma perde Viserion, ucciso dal Re della Notte. Devastata dal dolore, Daenerys assicura a Jon che lo aiuterà contro il Re della Notte e lui si dichiara pronto a riconoscerla come sua regina. Dopo aver stipulato l'armistizio con Cersei, Daenerys salpa per Porto Bianco con Jon. Durante la traversata, i due fanno l'amore, ignari entrambi del fatto che, nel frattempo, Samwell Tarly e Bran Stark abbiano scoperto che Jon è in realtà Aegon Targaryen, il figlio unico di Lyanna Stark e di Rhaegar Targaryen, il fratello maggiore della Khaleesi ucciso molti anni prima assieme al padre, il Re Folle, durante la Ribellione di Robert, quindi nipote di Daenerys nonché vero e legittimo erede al trono che la Madre dei Draghi tanto ambisce ad ottenere.

### Ottava stagione
Daenerys giunge a Grande Inverno insieme a Jon Snow e al suo esercito, ma viene accolta con molta perplessità e sospetto dalla popolazione nordica e con diffidenza dalla famiglia Stark. Viene rapidamente a sapere, grazie a Bran, della criticità della situazione: il Re della Notte ha ora il suo drago Viserion e si avvicina con l'immenso esercito di non-morti. Presiede al primo consiglio dei lord riuniti senza intervenire, assistendo tuttavia al manifestarsi del loro enorme malumore e scontento nei confronti di Jon e della sua decisione di rinunciare alla corona per lei. Dopo aver convinto Jon a provare a cavalcare Rhaegal e fare un giro insieme a lei, si reca da Sam Tarly per ringraziarlo di aver salvato ser Jorah, rivelandogli però di aver giustiziato il padre e il fratello, attirando su di sé il silenzioso rancore del ragazzo.
All'arrivo di Jaime Lannister, la regina è tentata di farlo uccidere per vendicare la morte del padre soprattutto quando apprende che Cersei li ha ingannati e in preda alla rabbia minaccia Tyrion di destituirlo dalla carica di Primo Cavaliere per non aver saputo prevedere le mosse della sorella. Ma desiste dal suo proposito, prima grazie all'intervento di Brienne che garantisce per Jaime e poi quando Jorah le ricorda l'intelligenza e le abilità del nano, che le potranno essere molto utili in futuro; benché Daenerys stesse pensando di assumere proprio Jorah come Primo Cavaliere, come già pianificava di fare prima di esiliarlo, ascolta le parole di Jorah sul dare a Tyrion un'altra possibilità. Su suo consiglio cerca di avere anche un colloquio amichevole con Sansa, che rassicura circa i suoi sentimenti per Jon, ma subito si irrigidisce, quando Sansa le ribadisce che il Nord vorrà mantenere la sua indipendenza. Poco prima della battaglia contro gli Estranei tuttavia, Jon le rivela di aver scoperto le proprie origini: egli è in realtà il figlio di Rhaegar Targaryen, il fratello maggiore defunto della donna, e dunque il vero erede al Trono di Spade prima di lei e la notizia lascia Daenerys profondamente scossa e turbata vedendo minacciata la sua pretesa al trono essendo il ragazzo l'unico figlio rimasto in vita del fratello e il solo erede maschio legittimo di casa Targaryen. Durante la battaglia, Daenerys e Jon combattono ognuno a cavallo di un drago, e Daenerys scopre che le fiamme di drago sono inutili contro il Re della Notte. Disarcionata, Daenerys lotta contro molti non-morti e viene protetta dal fedelissimo ser Jorah, che viene gravemente ferito e infine muore tra le braccia della sua regina che, profondamente addolorata, piange sul corpo del suo più caro amico.
Vinta la grande guerra, Daenerys continua a sentirsi inadatta al Nord oltre che non accettata e si prepara a combattere Cersei, unico ostacolo rimasto tra lei e il Trono di Spade. Tormentata dalla scoperta della loro parentela, supplica Jon di non rivelare a nessuno le proprie origini, ma questi rivela il segreto alle sue sorelle adottive e, tramite Sansa, che non fidandosi di lei e non accettando Daenerys come sovrana, la notizia raggiunge anche Tyrion e Varys, la cui fedeltà inizia a vacillare. Giunta a Roccia del Drago, lei e il suo esercito subiscono un agguato marino da Euron, che riesce anche ad uccidere Rhaegal. Il giorno seguente, ai piedi delle mura di Approdo del Re, assiste inerme alla decapitazione della sua migliore amica Missandei. Queste ulteriori tre gravi perdite (Jorah, Rhaegal e Missandei), unite alla consapevolezza che gli abitanti di Westeros non la vogliono e non la riconoscono come loro regina, è un colpo troppo forte per Daenerys, che dopo essere caduta in un totale stato di depressione e di collera comincia a manifestare seriamente i sintomi della follia che aveva colpito molti membri della sua famiglia. Rendendosi conto della cosa, Varys, preoccupato per le sorti del reame, comincia a tramare contro di lei nel tentativo di mettere Jon sul Trono di Spade, ritenendo che lui possa essere un sovrano più giusto e compassionevole di Daenerys che sta diventando invece sempre più instabile e intrattabile, ma la cospirazione viene esposta da Tyrion e quindi il Ragno tessitore viene condannato a morte.
Durante la Battaglia di Approdo del Re, la Madre dei Draghi riesce, cavalcando Drogon, l'ultimo drago rimasto in vita, a distruggere la flotta dei Greyjoy e a uccidere la maggior parte dei soldati dell'esercito dei Lannister. Purtroppo, quando sia i soldati rimasti che il resto della città segnalano la loro resa, Daenerys soccombe definitivamente alla pazzia e rade al suolo Approdo del Re in preda ad una furia omicida scatenando le fiamme di Drogon. Pur uccidendo i suoi nemici, anche migliaia di cittadini innocenti, tra cui moltissimi bambini, vengono uccisi. Vinta anche la guerra contro Cersei, la nuova sovrana viene acclamata dalle proprie truppe, per poi ordinare l'arresto di Tyrion, accusato di tradimento, e annunciare che lei continuerà la propria conquista del mondo per "liberare tutti i popoli oppressi", con un atteggiamento dispotico e dittatoriale che allarma Tyrion e Jon. Daenerys raggiunge quindi la sala del trono distrutta, dove ammira con sguardo folle il Trono di Spade che tanto aveva voluto, ma prima di potervisi sedere viene raggiunta da Jon. Il ragazzo, devastato dall'azione insensata e crudele di Daenerys, cerca disperatamente di riportarla alla ragione, ma la donna mostra chiaramente di essere ormai quello che, fino ad allora, aveva giurato di non voler diventare mai, cioè una folle tiranna ossessionata dal potere, proprio come il padre. Persa ogni speranza, dopo un ultimo bacio appassionato, un Jon distrutto la pugnala al cuore. Drogon, vedendola morta, in preda alla rabbia, risparmia Jon ma fonde il Trono di Spade, l'oggetto che simbolicamente è stato la rovina di sua madre, con le sue fiamme, per poi volare via con il cadavere della donna, dirigendosi verso Essos.
Qualche tempo dopo, in un consiglio tenuto da Verme Grigio, Tyrion, i nobili e altre importanti figure di Westeros, viene decisa l'instaurazione di una monarchia elettiva, grazie a cui uno degli obiettivi di Daenerys, cioè il "rompere la ruota" rappresentata dai sovrani inadatti al loro ruolo, sembra essere raggiunto.

## Accoglienza
Daenerys è uno dei personaggi più popolari della serie di libri, insieme a Tyrion Lannister e Jon Snow. Il New York Times ha definito Daenerys una delle "creazioni più belle" di Martin. Rolling Stone l'ha classificata al primo posto nella lista dei 40 migliori personaggi del Trono di Spade, descrivendo la sua storia come un "confronto continuo di idee complesse su sesso, guerra, genere, razza, politica e moralità". Matthew Gilbert del Boston Globe ha definito le sue scene "ipnotizzanti". Andrew Leonard di Salon, nella sua recensione di La danza dei draghi, ha definito Daenerys uno dei tre personaggi più forti della serie e si è lamentata della sua mancanza di inclusione in Il banchetto dei corvi. Il sito web Mashable l'ha riconosciuta come uno dei cinque personaggi più popolari della serie, mentre The Daily Beast l'ha definita "il personaggio più vicino al protagonista della serie".
La performance di Emilia Clarke nella prima stagione, che mostra l'arco di Daenerys da giovane ragazza spaventata a una donna forte, ha ricevuto elogi. Gilbert ha detto: "Clarke non ha una grande varietà emotiva con cui lavorare come Daenerys, tranne la feroce determinazione, eppure è avvincente". Nella sua recensione per l'episodio La corona d'oro, Emily St. James di The AV Club ha commentato che Clarke ha trasmesso con successo il sollievo di Daenerys nel vedere suo fratello morto. Matt Fowler di IGN ha notato che la scelta di Daenerys di guardare Viserys morire è stata "potente" e un cambiamento importante nel suo personaggio. St. James si è complimentato con l'espressione di "calmo rapimento" di Clarke durante il discorso di Khal Drogo. La performance di Clarke e la scena finale del personaggio in La confessione è stata elogiata da Ed Cumming in The Telegraph, e la scena finale della stagione ha ricevuto ampi consensi.
Kate Arthur del sito web BuzzFeed ha criticato la trama del personaggio nella seconda stagione dello show televisivo, affermando che era troppo "apparentemente debole". Tuttavia, Arthur ha elogiato l'"obbiettivo del personaggio unito all'umanità e persino al leggero umorismo" presentati durante la terza stagione, affermando che Clarke "divora lo schermo come risultato". Invece Nate Hopper della rivista Esquire, ha sostenuto che il personaggio della serie tv "rimane il più noioso e frustrante" contrariamente ai libri, e, mentre la performance di Clarke è "abbastanza buona", le minacce che il personaggio deve affrontare mancano di "vera tensione" e la sua conquista è "rapida e asciutta" [sic], concludendo che "ha bisogno di emanciparsi dalla sua stessa facile, confortante e mondana vittoria". " Nonostante molti critici abbiano affermato che la quarta stagione è una delle migliori della serie, alcune recensioni hanno criticato la trama "bloccata" di Daenerys. Erik Adams di The AV Club ha notato che "il nuovo mondo di Dany è fatto a sua immagine" dopo la cattura di Meereen.
Nella quinta stagione, dopo una ribellione fallita e un tentativo di omicidio ai danni di Daenerys, alcuni critici hanno messo in dubbio la capacità del personaggio di governare in modo efficace. Aaron Couch di The Hollywood Reporter ha elogiato il primo incontro di Daenerys e Tyrion Lannister, paragonando il loro incontro "al vedere per la prima volta gli eroi degli Avengers dei Marvel Studios riunirsi ". Lauren Morgan del New York Daily News ha evidenziato il primo volo del drago di Daenerys, definendolo "un vero momento pompante". Liz Shannon Miller di IndieWire ha elogiato il ritorno di Daenerys ai Dothraki nella sesta stagione, definendolo un "bel ritorno alle origini". Altri critici hanno elogiato l'uccisione dei capi Dothraki da parte di Daenerys nell'episodio Il Libro dello Straniero. James Hibberd di Entertainment Weekly ha definito la scena dell'incendio "uno dei suoi incredibili momenti spettacolari". Dopo aver salpato per Westeros nel finale di stagione I venti dell'inverno, Eric Deggans di NPR ha detto che Daenerys "è finalmente diventata la potente leader che lo show l'ha preparata a diventare per cinque stagioni".
Nelle ultime due stagioni della serie, l'arco narrativo di Daenerys ha ricevuto critiche contrastanti. Nell'episodio della premiere della settima stagione, Roccia del Drago, Daniel D'Addario di Time ha detto che l'incontro tra Daenerys e Tyrion Lannister "sembra suscitare il massimo interesse dallo spettacolo stesso". Matt Zoller Seitz , scrivendo per Vulture, paragona la leadership e il controllo di Daenerys a quella di Michael Corleone in Il Padrino, affermando "Il principale modello di narrazione dello spettacolo è stato il primo Padrino, che si è concluso con Michael Corleone che ha giustiziato i principali nemici del suo clan e ha riaffermato il controllo sopra il suo regno". L'ottava stagione ha riportato il maggior numero di critiche negative riservate a Daenerys in tutta la serie: i commenti hanno citato il penultimo episodio, Le campane, come un punto di svolta per la trama di Daenerys, in riferimento alla sua discesa nella follia. Nonostante le critiche riguardo alla sorte del personaggio nel finale, Caroline Framke di Variety ha elogiato la performance di Clarke. Dopo il finale della serie , molti critici hanno affermato che Daenerys avrebbe meritato una migliore conclusione del suo arco narrativo.

### Femminismo ed evoluzione in leader
Le vittorie di Daenerys su spietati personaggi maschili l'hanno trasformata in un simbolo del femminismo. "Khaleesi", uno dei suoi tanti pseudonimi, è diventato "un modo per definire una donna empacipata e forte". Il volto di Daenerys è stato utilizzato su cartelli di protesta politica e molti fan hanno chiamato le loro figlie come lei. Analizzando il suo fascino femminista, Tanya Ghahremani di Bustle ha scritto che il personaggio si è evoluto, iniziando come una ragazza docile e passando "dall'essere una moglie riluttante del leader di un gruppo di guerrieri nomadi, a essere la leader del gruppo e di un gran numero di uomini che darebbero volentieri la loro vita per servire nel suo esercito". Gaby Del Valle di Vox ha detto che molte persone si identificano in Daenerys perché la sua storia sovverte il viaggio dell'eroe. Citando un saggio di Rikke Schubart, uno studioso di cinema e professore dell'Università della Danimarca meridionale, Del Valle ha detto che Schubart ha spiegato che Daenerys "intraprende il viaggio di un eroe archetipico con una svolta" perché "invece di imparare a umiliarsi, come fanno di solito gli eroi, Dany deve imparare ad affermarsi in un universo dominato dagli uomini". Di conseguenza, "combina emozioni ed elementi che sono stereotipicamente di genere maschile e femminile (orgoglio maschile, un uomo uccisore di draghi, una damigella in pericolo) e poi rivendica il libero arbitrio per se stessa e per gli altri".
La scienza politica è stata utilizzata per analizzare e valutare la leadership di Daenerys. Commentatori e accademici hanno affermato che il governo di Daenerys è simile al fascismo in Europa all'inizio del XX secolo. Andrew Lotz, professore di scienze politiche all'Università di Pittsburgh, disse che Daenerys avrebbe dovuto prendere il potere come descritto in Il principe di Niccolò Machiavelli. Il principe discute l'uso di modi amorali e "come fare il male" per ottenere il potere. Parker Richards di The Atlantic ha paragonato Daenerys nell'ottava stagione ad Adolf Hitler nel film di propaganda del 1935 Il trionfo della volontà. In un'intervista del 2019 con Variety, Emilia Clarke ha dichiarato di aver guardato i discorsi politici di Hitler sia per emulare il suo stile sia per come tenere un discorso in una lingua diversa. Vox ha notato somiglianze tra la leadership di Targaryen nelle ultime stagioni con quella dei rivoluzionari comunisti Vladimir Lenin, Mao Zedong e Fidel Castro.

### Arco da cattiva
La decisione di trasformare Daenerys da una eroina a una cattiva, percorso a lungo speculato dai fan, è stata controversa. La maggior parte dei critici ha ritenuto che la svolta malvagia assunta dal personaggio, assunta quando uccide inutilmente migliaia di persone innocenti bruciando Approdo del Re, risulta troppo affrettata, pertanto non "giustificabile". Alex Abad-Santos di Vox ha affermato che "l'implicazione che Daenerys Targaryen stia impazzendo è la più grande frode che Il Trono di Spade abbia mai perpetrato" ed è "essenzialmente uno specchietto per le allodole" perché, per sette stagioni, il pubblico ha visto Daenerys come una persona buona e morale determinata ad abolire la schiavitù e creare una società giusta. Eliana Dockterman di Time ha fatto eco a questi pensieri, aggiungendo che Daenerys e Jon "si sono dimostrati gli eroi più popolari per cui tifare, non solo perché hanno ingannato la morte, ma perché hanno trascorso del tempo con coloro che non erano come loro e hanno imparato a capirli". Ha detto che "sì, Daenerys ha già usato il fuoco e i suoi draghi per mettere in atto vendetta e punizione, ma fino alla settima stagione, tutti quelli che ha bruciato erano malvagi o nemici". Mike Hogan di Vanity Fair ha ritenuto che trasformare Daenerys in un cattivo non avesse senso perché, sebbene lo spettacolo fosse stato chiaro sul fatto che Daenerys avesse un carattere focoso, "l'abbiamo vista bilanciare quella violenza con misericordia, gentilezza e soprattutto astuzia".
I critici hanno ritenuto che l'arco da cattivo avrebbe potuto funzionare trattando il forte messaggio che il potere può corrompere chiunque, ma che lo spettacolo avrebbe dovuto gettare basi migliori per questo. Dockterman ha ritenuto che, invece, "i creatori dello spettacolo hanno deciso di evolvere la crescente paranoia di Daenerys nel corso di pochi episodi, facendola sbottare in un secondo, per poi punirla per quel passo falso facendola uccidere da Jon solo un episodio dopo. Il cambiamento è stato così brusco che persino l'attrice Emilia Clarke ha ammesso di aver avuto problemi ad accettarlo. Dockterman ha ritenuto che "c'è un ulteriore livello di sessismo latente da analizzare anche qui: Cersei e Daenerys sono due donne assetate di potere, letteralmente regine cattive nel linguaggio delle fiabe" mentre "uomini come Theon e Jaime sono stati riscattati" e Jon sembrava "essere la scelta ovvia per un re altruista". Sostenendo che gli sceneggiatori si aspettavano che il pubblico ignorasse quasi tutto ciò che sapeva su Daenerys per accettare il fatto che avrebbe dato fuoco a migliaia di innocenti perché era sola e tradita, Noel Ransome di Vice News ha chiesto: "Adesso dovremmo credere che la protagonista più ragionevolmente amabile sia ora la cattiva più irragionevole dello show?". Alan Sepinwall di Rolling Stone crede che la discesa di Daenerys nella follia fosse uno sviluppo che avrebbe richiesto "almeno un'altra metà di una stagione GoT di durata regolare per sentirsi soddisfatti".
Altri recensori hanno accolto con favore l'arco narrativo che ha portato Daenerys a diventare una cattiva. Anche se uno dei motivi ritenuti spiegabili per il cambio della trama era il fatto di non avere più materiale originale da George R.R. Martin, poiché gli episodi dalla quinta stagione sono stati scritti sulla base degli schemi inediti di The Winds of Winter e A Dream of Spring, Andrew Prokop di Vox ha affermato che Daenerys "potrebbe essere stata l'ultima cattiva della serie per tutto il tempo" e che lo spettacolo e i romanzi di George R.R. Martin Cronache del ghiaccio e del fuoco lo avevano prefigurato. Ha detto che "Daenerys è stata a lungo capace di grande compassione - e grande violenza" e che "il grande potere che le danno i suoi draghi" consente quest'ultima. Ha indicato che Daenerys era "arrabbiata per la crocifissione di bambini schiavi da parte dei nobili meereenesi" e ha ordinato "la crocifissione di un numero equivalente di nobili catturati "; ha anche affrontato altri casi della sua crudeltà, come quando ha bruciato a morte il padre e il fratello di Samwell Tarly quando si sono rifiutati di inginocchiarsi per lei. Era d'accordo, tuttavia, con le lamentele secondo le quali il colpo di scena è stato eseguito male.
James Hibberd di Entertainment Weekly ha sottolineato i segnali che indicassero che Daenerys è sempre stata destinata a essere una cattiva, come la sua visione nella Casa degli Immortali dove ha attraversato la Fortezza Rossa coperta di neve (in seguito si scopre essere cenere bianca), capitando nella sala del Trono. Ha detto che, sebbene la serie sia stata forse "un po' complicata nell'interpretare i suoi momenti omicidi come eroici", lo spettacolo ha messo alla prova il personaggio di Daenerys, "e così facendo, la cosa che [lo spettacolo] sta effettivamente spingendo è un dibattito sulla moralità di Dany, portando quella domanda in primo piano nello spettacolo dopo averla lasciata tranquillamente sullo sfondo per così tanto tempo". Rose Moore di Screen Rant sentiva che "avere Daenerys trasformata nel cattivo [si adatta perfettamente]" all'interno della serie, in cui i Targaryen "hanno una tendenza alla follia" e che crea "una bellissima storia sulle origini del cattivo". Ha detto che esiste una "meravigliosa simmetria, collegandosi alla morte del Re Folle che ha messo in moto gli eventi di Il Trono di Spade, finendo con la morte di una Regina Folle". Prokop ha detto che la serie non poteva finire "con una trionfante Daenerys Targaryen che prende eroicamente il Trono di Spade" perché "non sarebbe Il Trono di Spade ".
I fan generalmente hanno attribuito il cambiamento nell'arco narrativo di Daenerys agli sceneggiatori che hanno buttato via lo sviluppo del suo personaggio, con molti che lo hanno criticato come una rovina per lei. Wanshel di HuffPost ha dichiarato: "È stata una svolta sconvolgente per un personaggio femminile forte e comprensivo che molti credevano sarebbe emerso come l'eroe della serie". Emily St. James di Vox ha citato lo scrittore Sady Doyle, scrivendo: "Le donne che si aspettavano che Daenerys diventasse una governante femminista benevola, per rompere la ruota e porre fine al ciclo di oppressione, non erano stupide; stavano seguendo la logica di base della storia". St. James ha detto che "molte persone si sono relazionate profondamente con Dany, vedendo in lei un esempio del potere femminile che non avevano visto altrove nella cultura popolare quando lo spettacolo ha debuttato nel 2011" e che anche il marketing della HBO l'ha ritratta come "una prescelta". Ha chiesto, dato che lo spettacolo è sempre tornato ai principi fondamentali di Daenerys dopo le sue azioni viziose o vendicative, "Perché le persone non dovrebbero identificarsi pesantemente con quel personaggio?".